# Lei do Audiovisual
A Lei do Audiovisual, oficialmente Lei Federal 8.685/93, é uma lei brasileira de investimento na produção e co-produção de obras cinematográficas e audiovisuais e infra-estrutura de produção e exibição. A edição desta lei foi feita em 20 de julho de 1993. Prevista originalmente para vigorar até o exercício fiscal de 2003, esta lei foi prorrogada por mais 20 anos por meio da medida provisória n.° 2.228 de 2001.
Concedendo incentivos fiscais às pessoas físicas e jurídicas que adquirem os chamados Certificados de Investimento Audiovisual, ou seja, títulos representativos de cotas de participação em obras cinematográficas, a Lei do Audiovisual permite que o investimento seja até 100% dedutível do Imposto de Renda (limitado a 4% do IR devido, para pessoas jurídicas) e o desembolso pode ser deduzido como despesa operacional excluindo o valor investido no LALUR reduzindo a base de cálculo do próprio IR e do adicional do IR.